# Académico FC
Der Académico Futebol Clube Cav C • MH IH ist ein portugiesischer Sportverein aus Porto. Der Verein wurde am 15. September 1911 im Stadtteil Bonfim von Studenten gegründet.

## Geschichte
| Saison  | Platz | Tore  | Pkte. |
| ------- | ----- | ----- | ----- |
| 1934/35 | 7/8   | 20:54 | 6     |
| 1937/38 | 8/8   | 15:51 | 5     |
| 1938/39 | 7/8   | 30:61 | 10    |
| 1939/40 | 8/10  | 24:53 | 8     |
| 1941/42 | 10/12 | 48:81 | 13    |

In der Saison 1934/35 war Académico eines der Gründungsmitglieder der Primeira Liga. Danach spielte Académico noch weitere vier Mal in der obersten Liga, das letzte Mal in der Saison 1941/42.
Die Fußballabteilung wurde einige Zeit später aufgegeben und die anderen Abteilungen gefördert.

## Bekannte Mitglieder
- Manuel Fonseca e Castro: der erste portugiesische Fußballnationalspieler aus Porto
- José Prata de Lima: der erste Olympiateilnehmer aus Porto. Er nahm als Leichtathlet an den Olympischen Sommerspielen 1928 teil.
- Ribeiro da Silva: Sieger der Portugal-Rundfahrten 1955 und 1957

## Ehrungen
- Christusorden (Ritter-Grad): 1930
- Ehrenmitglied des Orden des Infanten Dom Henrique: 1986